# Трушкин, Сергей Петрович
Сергей Петрович Трушкин (1959—2021) — сотрудник советских и российских органов государственной безопасности, генерал-лейтенант.

## Биография
Сергей Петрович Трушкин родился в 1959 году в деревне Русские Полянки Краснослободского района Мордовской АССР. После окончания средней школы поступил на юридический факультет Мордовского государственного университета имени Н. П. Огарёва. По его окончании работал в партийных органах. Одновременно тренировал районную сборную по самбо и карате.
В 1989 году Трушкин поступил на службу в органы Комитета государственной безопасности при Совете Министров СССР. Начинал служу в КГБ Мордовской АССР.
После распада Советского Союза продолжал службу в системе Министерства безопасности — Федеральной службы безопасности Российской Федерации. Служил в подразделениях по борьбе с терроризмом в центральном аппарате ФСБ. С 2008 года занимал должность заместителя начальника Управления Федеральной службы безопасности Российской Федерации по Чеченской Республике.
В декабре 2010 года Трушкин возглавил Управление Федеральной службы безопасности Российской Федерации по Кировской области. С осени 2014 года являлся начальником Управления Федеральной службы безопасности по Республике Северная Осетия — Алания.
Вышел в отставку в звании генерал-лейтенанта. Умер в Рязани в ночь с 7 на 8 января 2021 года. Похоронен на Скорбященском кладбище Рязани.
Был награждён орденами «За военные заслуги» и Мужества, рядом медалей.